# Power Macintosh 6500
A Power Macintosh 6500 számítógépet az Apple gyártotta és forgalmazta 1997. február 17. és 1998. március 14. között. A Power Macintosh 6500 a Power Macintosh számítógép-családba tartozott. A Power Macintosht szokás Power Mac-ként vagy PM-ként említeni szóban és írásban, az Apple hivatalosan az első G4-es Power Macnél használta a Power Mac megnevezést. Az első PM 6500-as gépek ára 1999 és 2999 dollár közé esett.
A PM 6500-as alaplapja a „Gazelle” architektúrán alapult, ezt használta a 20th Anniversary Macintosh és a Power Macintosh 5500 is. A PM 6500 ugyanazt az "InstaTower" házat használta, mint a Power Macintosh 6400. A 250 MHz-nél magasabb órajelű modellek videó be-/kimeneti képességgel is rendelkeztek, némelyikük hardveres gyorsítású Avid rögzítőkártyával. Egyes modellek Zip meghajtót (nincs köze a .zip fájlformátumhoz) is tartalmaztak.
Az Apple szerint a Power Macintosh 6500 volt az első személyi számítógép, amely elérte a 300 MHz-es sebességet.
A PM 6500-as forgalmazását 1998 márciusában, néhány hónappal a Power Macintosh G3 Mini Tower bemutatása után leállították.

## Modellek
- 1997. február 17. Power Macintosh 6500/225
- 1997. február 17. Power Macintosh 6500/250
- 1997. április 4. Power Macintosh 6500/275[5]
- 1997. április 4. Power Macintosh 6500/300[5]
- 1997. szeptember 15. Power Macintosh 6500/225 Home Edition, 4 GB HDD, 12xCD-ROM, 33,6 KB/s modem
- 1997. szeptember 15. Power Macintosh 6500/250 Home Edition: 4 GB HDD, 12xCD-ROM, 33,6 KB/s modem
- 1997. szeptember 15. Power Macintosh 6500/275 Home Edition:  4 GB HDD, 12xCD-ROM, 33,6 KB/s modem
- 1997. szeptember 15. Power Macintosh 6500/275 Small Business Edition:  4 GB HDD, 48 MB RAM, 100 MB Iomega zip meghajtó[3]
- 1997. szeptember 15. Power Macintosh 6500/275 Creative Studio Edition: 4 GB HDD, 32 MB RAM, 512 KB L2, Avid Cinema kártya, Apple Video System, TV/FM rádiórendszer
- 1997. szeptember 15. Power Macintosh 6500/300 Home Edition: 4 GB HDD, 64 MB RAM

## Technikai leírás
A álló házas gép súlya 20,2 kg, magassága 406 mm, szélessége 198 mm és mélysége 429 mm volt. A számítógépet 225 MHz-es PowerPC 603e processzor vezérelte (L1 cache: 32kB, L2 cache: 256k), a rendszerbusz 50 MHz-en működött. Az adatokat a 2,0 GB, 3,0 GB IDE belső merevlemezre lehetett elmenteni. Külső adattárolási lehetőséget az 1,44 MB kapacitású hajlékonylemez meghajtó és 12x CD-ROM kínált. A gépet System 7.5.5 operációs rendszerrel szállították. A kettő memória helyre az alapkonfigurációban 32 MB (60 ns) memóriát ültettek, maximálisan 128 MB kezelésére volt képes a gép a gyári specifikáció szerint. A számítógépnek nem volt saját kijelzője. A videó-kimeneten át 832x624 képpont felbontású jelet adott ki. A kép megjelenítést 2 MB videó-memória támogatta. A gépnek nem volt Ethernet csatlakozása és beépített 33.6k (belső) modeme volt. A gépnek a következő csatlakozói voltak: egy ADB* ADB, egy DB-25 SCSI-hoz, két Geoport, és egy mikrofon (Plain Talk). A gép bővíthetőségét szolgálta egy LC PDS bővítőhely. Külső SCSI eszköz (merevlemez) csatlakoztatására is volt lehetőség.

## Technikai adatok táblázatban
A táblázat nem tartalmazza az összes műszaki paramétert. Az egyes modelleknél a bemutatáskor érvényes adatokat soroljuk fel, a későbbi frissítéseket nem. Az adatok az Apple adatlapjáról származnak, a hiányzó adatok – egyes gépeknél a kivezetés időpontja, az összes kijelző adat, üzemóra adat... – az Everymac.com oldalról és a Mactracker alkalmazásból valók.
| Gép nevebemutatva kivezetveoperációs rendszer      | Méretmagasság szélesség mélység súly | Processzorprocesszor @órajel L1 és L2 cacherendszerbusz | Memóriaalap max. @sebességhely, típus            | Háttértármerevlemezkülső adathordozó | Kijelzőmérete felbontása (képpont)           | Grafikavideókártyamemória (max.) VRAM típus | Csatlakozók, bővíthetőségEthernetmodembelső bővítőhelyegyéb         |
| -------------------------------------------------- | ------------------------------------ | ------------------------------------------------------- | ------------------------------------------------ | ------------------------------------ | -------------------------------------------- | ------------------------------------------- | ------------------------------------------------------------------- |
| PM 65001997. febr. 17. 1998. márc. 14.System 7.5.5 | 406x198x429 mm 20,2 kg álló házas    | PowerPC 603e @225 MHz L1: 32kB L2:256kBusz: @50 MHz     | 32 MB max: 128 MB @60 nskettő hely, 168-pin DIMM | 2.0 GB, 3.0 GB (IDE)12x CD-ROM       | nincs kijelző.Videókimenet: 832x624 képpont. | ATI 3D RAGE II2 MB / 2 MB SGRAM             | –Modem: 33.6k (belső)két LC PDS, egy Comm_II egy Video Be, egy TV\| |

## Power Macintosh számítógépek az időben
| A Power Macintosh számítógépek idővonalon |
| --- |
| |
| A színek kezdete a bemutató időpontja, a forgalmazás több esetben is hónapokkal később kezdődött. Megeshet, hogy egy csík végét kitakarja egy másik csík eleje. Előfordul, hogy a gyártás befejezését követően még egy ideig forgalomban marad a gép adott verziója. A 6100/66 géppel kezdődő sorok az asztali, fekvő Power Macintoshok, a 8100/80 géppel kezdődő sorok az álló Power Macintosok, a kis álló házat szürke csík jelöli. Az 5200/75 LC géppel kezdődő sorok a kijelzővel egybeépített Power Macintoshok. Az Apple adatlapokon nem szereplő adatok forrása az EveryMac. |

## Fordítás
Ez a szócikk részben vagy egészben  a   Power Macintosh 6500 című angol Wikipédia-szócikk ezen változatának fordításán alapul.  Az eredeti cikk szerkesztőit annak laptörténete sorolja fel. Ez a jelzés csupán a megfogalmazás eredetét és a szerzői jogokat jelzi, nem szolgál a cikkben szereplő információk forrásmegjelöléseként.